# Partecipazione al voto
Con partecipazione al voto (anche chiamata affluenza, sebbene quest'ultima sia espressa in percentuale di votanti sul totale degli aventi diritto al voto) si intende quanti, tra gli aventi diritto al voto, esprimono un voto in una elezione o chiamata referendaria; corrisponde cioè alla frazione del corpo elettorale complementare a quella che decide di astenersi.

## Descrizione

### Fattori della partecipazione al voto
La partecipazione al voto varia molto da nazione a nazione, in funzione di fattori giuridico-istituzionali, socio-economici, tecnologici e logistici:
- l'obbligatorietà del voto, presente in alcuni paesi, come in Belgio per le elezioni europee o in Australia, mentre in Grecia e Bulgaria il voto obbligatorio è teorico, in quanto non sono previste sanzioni[2]); Negli anni '90 l'obbligatorietà del voto è stata tolta in svariati paesi del mondo (in Italia è durata dal 1945 al 1993[3][4]).
- la registrazione alle liste elettorali prima di ogni voto (questione presente nelle Americhe) è un passo burocratico ulteriore che può scoraggiare una parte dell'elettorato dal voto;
- la competitività elettorale, che fa aumentare la partecipazione al voto qualora l'elettore percepisca che il proprio voto può essere effettivamente determinante o qualora esso percepisca che può ottenere dei vantaggi concreti dal votare per un certo partito o candidato[5].
- Altri fattori vari che possono influenzare l'affluenza sia in positivo che in negativo: la condizione socio-economica e l'età dell'elettore, l'influenza politica dei propri genitori, i mass media usati dai partiti politici per fare pubblicità elettorale, la presenza di più appuntamenti elettorali anche importanti ravvicinati o contemporanei, fino ad arrivare al clima e al meteo del giorno del voto.

### Tendenze
Nelle democrazie occidentali, negli anni '80 e '90 si è assistito ad una generale diminuzione della partecipazione al voto, sebbene a causa del riacutizzarsi degli opposti estremismi tra i partiti politici negli anni 2010 con l'avvento dei social networks la percentuale di affluenza stia tornando ad aumentare in svariati paesi.

## Statistiche e dati

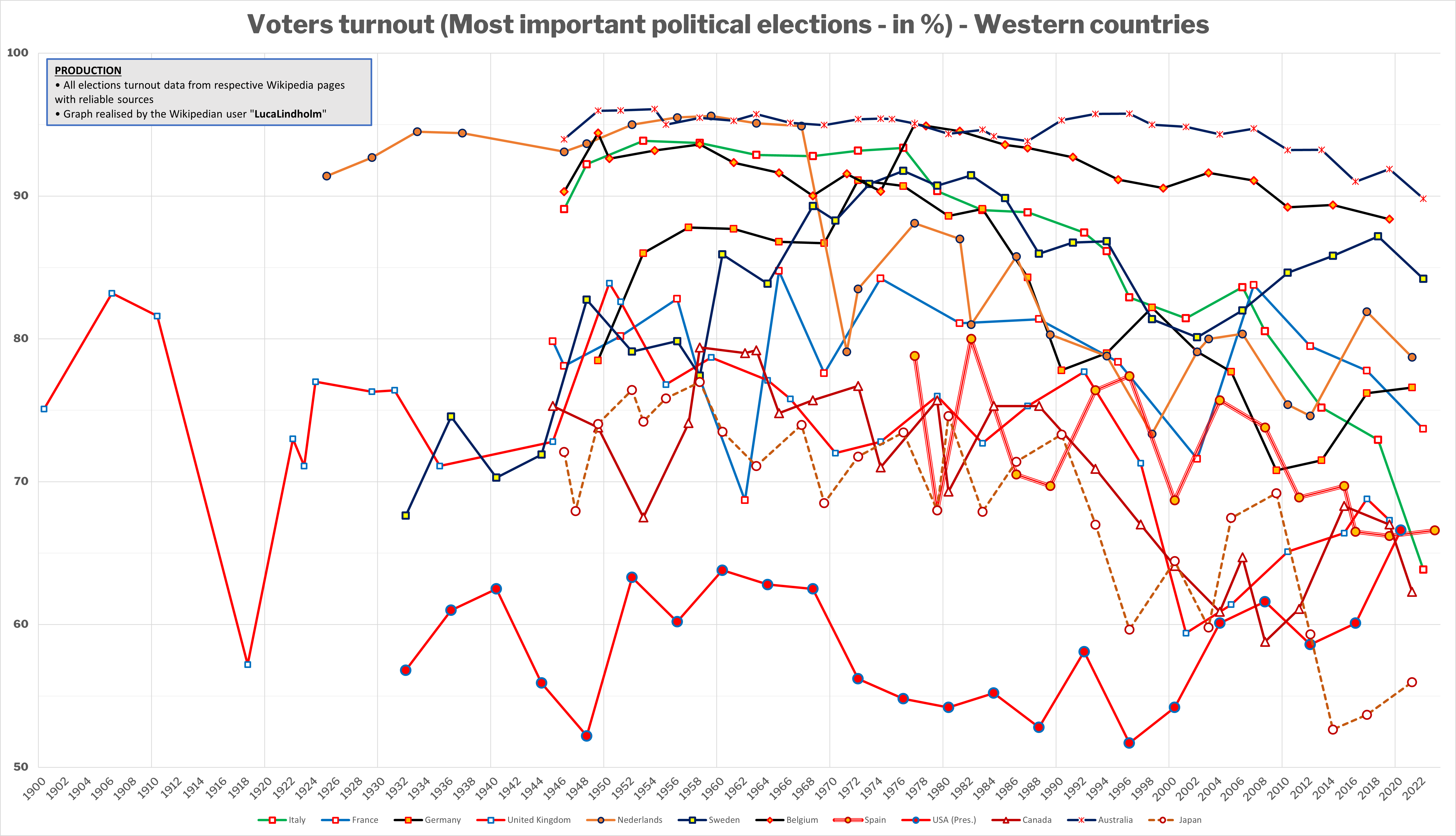
Affluenza alle elezioni delle nazioni occidentali in percentuale, dal 1900-1945 ad oggi. A partire dagli anni '90, vi è stato un evidente calo generale.
Mappa mondiale che mostra in quali paesi è applicata l'obbligatorietà del voto.
Italia: Grafico delle elezioni politiche in Italia (1946 - 2022), in termini di voti relativi. Si nota l'aumento del numero di astenuti in proporzione al totale degli aventi diritto al voto a partire dalle elezioni del 1979.
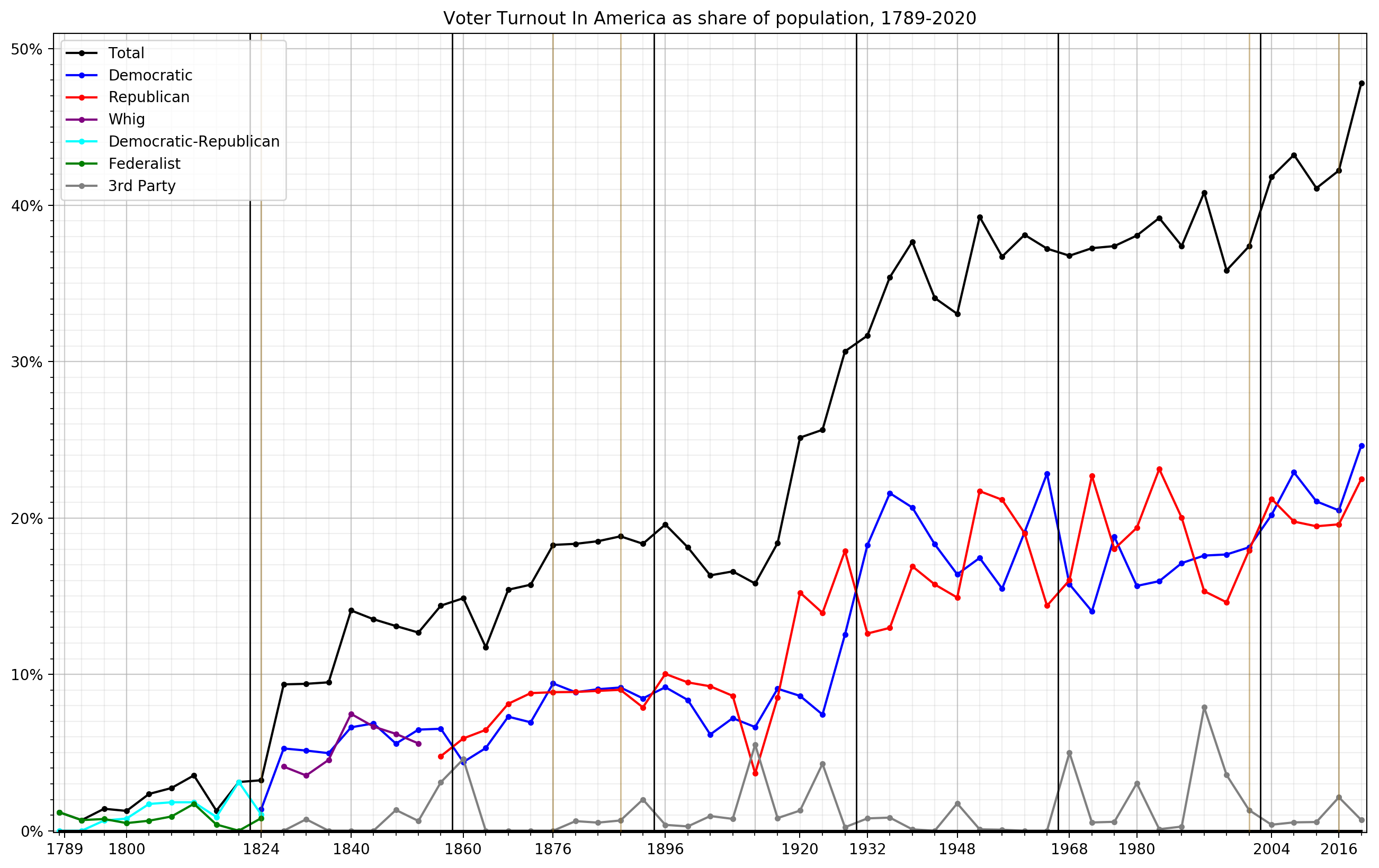
Stati Uniti: affluenza, in percentuale rispetto alla popolazione totale, alle elezioni presidenziali degli Stati Uniti (1789 - 2020). Nel periodo tra le due guerre mondiali la partecipazione aumentò di molto, così come dalle elezioni del 2020 grazie al voto postale.
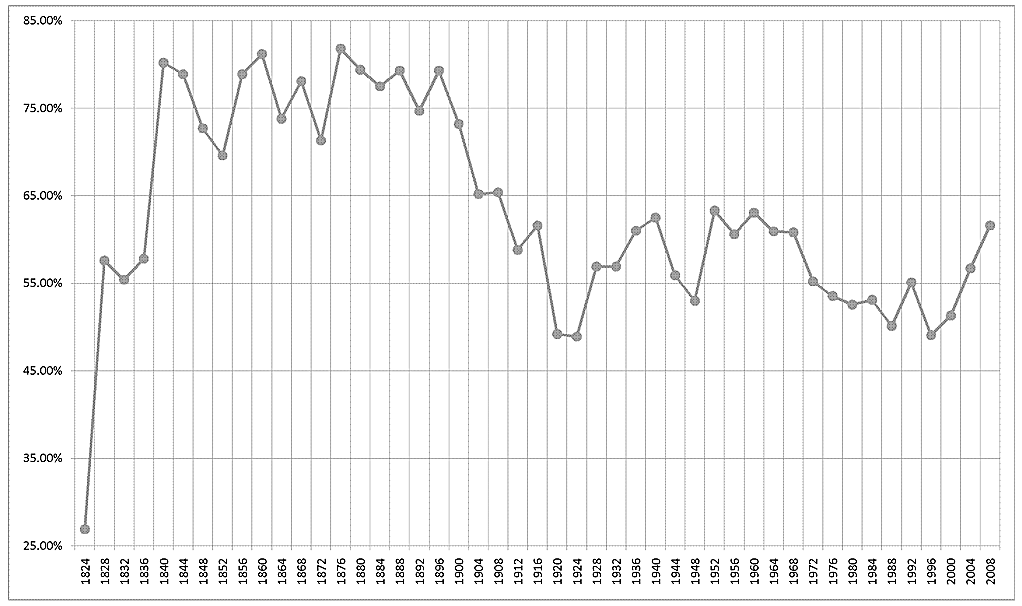
Stati Uniti: affluenza alle Elezioni presidenziali negli Stati Uniti dal 1824 al 2008, in percentuale sugli aventi diritto al voto.